# Kinabatangan
Kinabatangan o Kota Kinabatangan è una città nello stato malese di Sabah. Appartiene al distretto amministrativo omonimo (distretto di Kinabatangan) e sorge 132 chilometri in linea d'aria a sud-ovest di Sandakan. La città fa parte della divisione di Sandakan, che comprende i distretti di Beluran, Kinabatangan, Sandakan e Tongod.

## Società

### Evoluzione demografica
La popolazione della città, secondo l'ultimo censimento, è di 10.256 abitanti. Come molte altre città del Sabah, ospita un numero significativo di immigrati illegali dalle vicine Filippine, provenienti soprattutto dalle Sulu e da Mindanao, che non figurano nelle statistiche della popolazione.

## Geografia
La città prende il nome dal vicino fiume Sungai Kinabatangan. L'area intorno al fiume è ricoperta dalla foresta pluviale. Il terreno è umido e paludoso e le foreste palustri ospitano la scimmia nasica.
Nella regione di Kinabatangan si trovano anche le grotte di Gomantong, un sistema di grotte estremamente ramificato che ospita comunità di pipistrelli e salangane, uccelli simili ai rondoni i cui nidi costituiscono l'ingrediente principale della cosiddetta zuppa di nidi di rondine.

## Economia
Le attività economiche nell'area di Kinabatangan si concentrano sulla coltivazione di palma da olio e sull'industria del legname.